# O dorință de Crăciun a lui Richie Rich
O dorință de Crăciun a lui Richie Rich (engleză: Richie Rich's Christmas Wish) este o continuare a filmului din 1994 Richie Rich, lansat de Warner Home Video, în care joacă David Gallagher ca personaj principal. Ca majoritatea filmelor Saban, au fost văzute de obicei pe Fox Family. În prezent, filmul apare anual în timpul blocului de programe transmis de ABC Family 25 Days of Christmas. Povestea este asemănătoare cu cea a filmului It's a Wonderful Life.

## Rezumat
După ce a fost acuzat că a stricat Crăciunul, cel mai bogat copil din lume dorește să nu se fi născut niciodată. Din păcate, o mașină de dorințe, construită de profesor Keenbean, a luat dorința și a făcut-o să fie adevărată. Acum Richie se găsește într-o lume paralelă unde singura lui dorință este să îl găsească pe profesor Keenbean și mașina sa de dorințe, ca dorința sa să fie revocată.

## Cast
- David Gallagher - Richard "Richie" Rich Jr., principalul protagonist.
- Martin Mull - Richard Rich Sr.
- Lesley Ann Warren - Regina Rich
- Jake Richardson - Reggie Van Dough, principalul antagonist
- Eugene Levy - Profesor Keanbean
- Keene Curtis - Herbert Cadbury
- Richard Riehle - Sgt. Mooney
- Don McLeod - Irona
- Michelle Trachtenberg - Gloria
- Richard Fancy - Mr. Van Dough (a nu se confunda cu Lawrence Van Dough  din primul film)
- Marla Maples - Mrs. Van Dough
- Blake Jeremy Collins - Freckles
- Austin Stout - Pee Wee